# Municipio 2 Lower Conetoe
El municipio 2 Lower Conetoe (en inglés: Township 2 Lower Conetoe) es un municipio ubicado en el  condado de Edgecombe en el estado estadounidense de Carolina del Norte. En el año 2010 tenía una población de 1.906 habitantes.

## Geografía
El municipio 2 Lower Conetoe se encuentra ubicado en las coordenadas 35°49′26.16″N 77°28′48″O / 35.8239333, -77.48000.